# Рудолф Ванер
Рудолф Ванер (Зефелд у Тиролу, 28. јануар 1951), био је аустријски ски скакач.

## Каријера
Рудолф је уз помоћ оца започео своју каријеру у 9. години. Године 1970. дебитовао је на Турнеји чртири скакаонице 1970/71.. Његови обечавајући резултати, омогућили су му да учествује на Зимским олимпијским играма 1972 у Сапороу следеће године, када је завршио као 26 на малој и 46 на великој скакаоници. Следеће сезоне делује разочаравајуће и постепено је у сенци младих талената као што су Тони Инауер и Карл Шнабл.
На Турнеји четири скакаоницее 1976, освајањем 5 места у Инзбруку добио је позив за у репрезентацију Аустрије на Зимсска олимпијске игре 1976. у Инзбруку. На малој скакаоници је постигао најбољи резултат целе каријере освајањем 7. места.
После тога никад није успео да поврати своју форму из 1976. па завршава своју каријеру 1979.

## Резултати

### Олимпијске игре
| Дисциплина / такмичење | Сапоро 1972. | Инзбрук 1976. |
| мала скакаоница        | 26           | 7.            |
| велика скакаоница      | 46.          |               |

### Светско првенство
| Дисциплина / такмичење | Фалун 1974. |
| Велика скакаоница      | 21.         |

### Светско првенство у скијашким летовима
| Дисциплина / такмичење | Планица 1972. | Оберстдорф 1973. |
| Појединачно            | 15.           | 20.              |

### Турнеја четири скакаонице
| Година / скакаоница | Инзбрук | Гармиш | Обестдорф | Бишофсхофен |
| 1970/71             | 57.     |        |           | 53.         |
| 1971/72.            | 72.     | 93.    | 69.       | 37.         |
| 1972/73.            | 64.     | 60.    | 41.       | 27.         |
| 1973/74.            | 40.     | 35.    | 40.       | 50.         |
| 1974/75             |         |        |           |             |
| 1975/76.            | 5.      | 13.    | 6..       | 7..         |
| 1976/77.            | 38.     | 40.    | 32        | 16.         |
| 1977/78.            | 61.     | 66.    | 48.       | 35.         |
| 1978/79.            |         |        |           | 55.         |